# Gilson Silva
Manuel Gilson Silva Alves est un footballeur cap-verdien. Il est né le 18 mars 1987 à Fogo (Cap-Vert) et évolue au poste d'attaquant. Il joue actuellement à l'Étoile du Sahel.
En 2008, il s'est marié à Sandra et a eu une fille en 2009.

## Biographie
Il est international dans la sélection cap-verdienne.
Il joue habituellement au poste d'attaquant ou d'ailier. Il a commencé le football au FC Batuque (Cap-Vert), mais sa formation s'est déroulée en Europe. Il est passé par le Rapid Bucarest, avant de s'envoler pour le golfe Persique où il a défendu les couleurs du Nadi Al-Jazirah (Émirats arabes unis). Il fit un bref retour au FC Batuque, puis prit la direction à l'Étoile du Sahel en Tunisie. Il y remporta plusieurs titres.
Au mois d'août 2008, le club tunisien le prête à l'En avant Guingamp avec une option d'achat. Il retrouve, en Bretagne, Mouri Ogunbiyi avec qui il jouait l'année précédente. Il réalise une bonne saison (31 matchs et 6 buts) et gagne la Coupe de France. Le club breton étant satisfait du joueur, il décide de lever l'option d'achat, mais Gelson exprime sa volonté de rejouer pour l'Étoile du Sahel.
De retour en Tunisie, il prolonge son contrat jusqu'au 30 juin 2011, et le 15 janvier 2010, il résilie son contrat avec le club tunisien. Au printemps, il souffre, selon certaines sources, de dépression nécessitant une hospitalisation,, mais retrouve rapidement les terrains d'entrainements.
Après un mois de chômage, il s'engage avec le club espagnol d'AD Ceuta,, le nouveau club de son ancien sélectionneur du Cap-Vert, João de Deus. Il retrouve en Espagne quatre compatriotes, Vítor Moreno, Fock, Valter Borges (en) et Sandro Mendes.
En juillet 2012, il rejoint l'US Monastir et signe un contrat de deux saisons pour le club de la côte du Sahel tunisien.
À l'été 2013, il s'engage pour l'Club sportif de Sbiba avec l'envie de relancer sa carrière. En décembre 2013, il est retrouvé dans un jardin public "dans une situation extrêmement déplorable" et l'extradition vers le Cap Vert est demandée par les autoritées. La direction de l’Étoile du Sahel est intervenue auprès des autorités judiciaires, par le biais de Zied Jaziri, pour le "prendre en charge et l'aider dans ses difficultés". Le joueur est alors hospitalisé en clinique de Sousse "à cause de ses addictions et de ses problèmes psychologiques" et un contrat de six mois lui est proposé par l'Étoile du Sahel. Alors que l'entourage du joueur accuse sa femme, Sandra, d'être la cause de ses problèmes personnels, elle se défend et déclare être la victime de Gilson (violence, alcool...).
En janvier 2014, il reprend l'entraînement avec le club et va intégrer le staff technique chargé du centre de formation des jeunes de l’Étoile.

## Carrière
- 1995-1997 : FC Batuque ( Cap-Vert)
- Centre de formation ( Suisse)
- Rapid Bucarest ( Roumanie)
- Al Jazira Abu Dhabi ( Émirats arabes unis)
- 2004-2005 : FC Batuque ( Cap-Vert)
- 2005-2005 : Botafogo FC ( Cap-Vert)
- 2005-2008 : Étoile du Sahel ( Tunisie)
- 2008-2009 : EA Guingamp ( France)
- 2009-2010 : Étoile du Sahel ( Tunisie)
- 2010-2011 : AD Ceuta ( Espagne)
- 2012 : US Monastir ( Tunisie)
- 2013 : Olympique du Kef ( Tunisie)
- 2013 : AS Ariana ( Tunisie)
- 2014-... : Étoile du Sahel ( Tunisie)[14]

## Palmarès
- Championnat de Tunisie :
  - Champion en 2007 (Étoile du Sahel).
- Ligue des Champions de la CAF :
  - Vainqueur en 2007 (Étoile du Sahel).
  - Finaliste en 2005 (Étoile du Sahel).
- Coupe du monde des clubs :
  - 4e place : 2007[15] (Étoile du Sahel).
- Supercoupe d'Afrique :
  - Vainqueur en 2008 (Étoile du Sahel).
  - Finaliste en 2007 (Étoile du Sahel).
- Coupe de France :
  - Vainqueur en 2009 (EA Guingamp).